# Playa de Aguadú
La playa de Agudú está situada en la ciudad autónoma de Melilla, España. Posee una longitud de alrededor de 100 metros y un ancho promedio de 20 metros. Recibe su nombre por los acantilados de Aguadú. Cuenta con socorristas. El Ministerio de Agricultura, Alimentación y Medio Ambiente se encarga del mantenimiento de limpieza.